# ハイチスライダー
ハイチスライダー（学名：Trachemys decorata）は、ヌマガメ科アカミミガメ属に分類されるカメ。

## 分布
ドミニカ共和国南西部、ハイチ南部（イスパニョーラ島固有種）

## 形態
最大甲長34.1cm。通常は甲長30cmを超える個体は少ない。オスよりもメスの方が大型になり、オスは最大でも甲長22cm。背甲はややドーム状に盛りあがり、上から見るとやや細長い楕円形。甲板の表面は滑らかだが、細かい皺が入る個体もいる。項甲板は細長く長方形に近い等脚台形。後部縁甲板は鋸状に尖らず滑らか。背甲の色彩は灰褐色、緑褐色、褐色一色。腹甲の色彩は黄色や淡黄色で、不規則に暗色の斑紋が入る。成長に伴い色彩は暗色になるが、黒色化することはない。種小名decorataは「装飾された、装飾的な」の意。
頭部は中型。吻端はやや突出し、上顎の先端は凹まない。頭部の色彩は灰色で、側頭部に黒く縁取られた黄色い3-4本ずつの筋模様が入る。また鼓膜上部に明色の斑紋が入る。
卵は長径3.5-4.7cm、短径2-2.5cm。幼体は椎甲板にあまり発達しない筋状の盛り上がり（キール）があり、後部縁甲板がやや鋸状に尖る。成長に伴いキールや縁甲板の突起は消失し滑らかになる。また幼体は背甲の色彩が緑や緑褐色で、肋甲板に不定形の黄褐色で縁取られた暗色の斑紋が入る。また肋甲板に黄褐色で縁取られた眼状斑が入る。また腹甲に入る暗色の斑紋は明瞭。背甲の斑紋は成長に伴い消失し、腹甲の斑紋もやや不明瞭になる。
オスはメスに比べ吻端がより突出する。また前肢の爪が伸長し湾曲する。

## 生態
低地にある河川や池沼などに生息し、底質が泥で水生植物が繁茂した水深のある水場を好む。汽水域で見られることもある。日光浴を行うことを好む。
食性は植物食傾向の強い雑食で、水生植物、藻類、昆虫類などを食べる。幼体は動物食傾向の強い雑食だが、成長に伴い植物食傾向が強くなる。
繁殖形態は卵生。オスはメスの正面で前肢を振るわせて求愛し、メスがオスを受け入れるとオスはメスに覆いかかり交尾する。1回に6-18個の卵を年に1-4回に分けて産む。

## 人間との関係
生息地では食用とされることもある。
開発による生息地の破壊、水質汚染、食用の乱獲などにより生息数は減少している。
ペットとして飼育されることもあり、日本にも輸入されている。欧米から飼育下繁殖個体が流通し、流通量は少ない。